# Playa de Torrenueva (La Línea de la Concepción)
La playa de Torrenueva es una playa de la localidad española de La Línea de la Concepción, situada en el litoral mediterráneo de la ciudad de La Línea. Tiene unos 1250 metros de longitud y unos 120 metros de anchura media. Es una playa muy poco transitada situada al norte de la ciudad y que limita al sur con la playa de La Atunara y al norte con la playa de La Hacienda. En sus inmediaciones se encuentran los restos de la Torrenueva, atalaya perteneciente al sistema de vigilancia costera desarrollado durante el siglo XVI. Cuenta con todos los servicios básicos exigibles a una playa urbana, recogida de basuras diaria en temporada de baño, aseos y duchas así como presencia de equipo de salvamento y policía local.